# Dschungelzeit
Dschungelzeit (Vietnamesischer Titel: Những mảnh đời rừng) oder Turm von Hanoi (Vietnamesischer Titel: Ngọn tháp Hà Nội) ist der erste deutsch-vietnamesische Spielfilm und wurde vom DEFA-Studio für Spielfilme und dem Spielfilmstudio Vietnam in Hanoi produziert. Er thematisiert den Einsatz deutscher Fremdenlegionäre im Indochinakrieg und die Desertion und Rückkehr eines Legionärs nach Deutschland mit Hilfe der SED in die soeben gegründete DDR. Der Film wurde 1987 in der Sozialistischen Republik Vietnam gedreht und war der erste ausländische Spielfilm, der vollständig im Land realisiert wurde.

## Weitere technische Daten
- Dramaturgie: Brigitte Bernert
- Bauten: Nguyen Nhu Giao, Peter Wilde
- Kostüme: Werner Bergemann, Marcel Manoury, Nguyen Nhu Giao, Nguyen Thi Lan
- Masken: Klaus Friedrich, Nguyen Thi Huong
- Ton: Günter Springer, Dao Van Bien
- Produktionsleitung: Hans-Erich Busch, Tran Quang Chinh
- Verleih: Progress Film-Verleih, Berlin/DDR
- Länge: 2604 m
- Format: 35 mm, 1:1,66
- Bild/Ton: Orwocolor, Ton.
- Einsatzhinweise von Progress-Filmverleih: Neben seinem normalen Durchlauf kann der Film für die gezielte Arbeit genutzt werden. Zum vietnamesischen Nationalfeiertag (2. 9. 1945-Gründung der SRV) kann er terminiert werden.
- Uraufführung Deutschland: 14. April 1988, Berlin, Kino International

## Handlung
Hanoi, Weihnachten 1949. Der deutsche Fremdenlegionär Armin Bauer ist aus der Legion desertiert und wird steckbrieflich von den französischen Kolonialbehörden gesucht. Ein junges Mädchen führt ihn in das Haus des Kommunisten Hai. Hai ist bereit, Armin zu helfen. Armin erhält eine französische Legende. Mit einem Ruderboot fahren sie auf dem Roten Fluss und werden bei einem Kontrollposten von dem örtlichen Polizeichef, Herrn Lu Khu, abgefangen. Er erlaubt ihnen jedoch in Begleitung eines Wachposten den Besuch des lokalen Tempels. Hai und Armin überwältigen den sie begleitenden Wächter und fliehen in Begleitung eines ortskundigen Mädchens in das so genannte befreite Gebiet, das vom Vietminh kontrolliert wird.
In einem Dorf erklärt Hai den Angehörigen des Vietminh Armins Geschichte. Armin, von Beruf Drucker, wurde als deutscher Kommunist (KPD) von den Nationalsozialisten in ein Strafbataillon gesteckt, das im Zweiten Weltkrieg in Nordafrika eingesetzt wurde (Strafbataillon 999). Er wurde von französischen Einheiten gefangen genommen und gezwungen, in der Fremdenlegion gegen den Vietminh zu kämpfen. Nun hat er das Unrecht dieses Krieges erkannt und möchte gegen die Franzosen kämpfen.
Der Vietminhführer schlägt Armin vor, nach Deutschland zurückzukehren, da nun die DDR existiert. Armin will jedoch nicht nach Deutschland, sondern gegen die Franzosen kämpfen. Daraufhin wird ihm vorgeschlagen, aufgrund seiner Deutschkenntnisse einen Propagandatrupp zu organisieren, der Angehörige der Fremdenlegion zur Desertion auffordern soll. Damit werde der Gegner ebenfalls geschwächt. Zusammen mit Son arbeitet Armin nun in einer Druckerei. Die Dorfkinder sind neugierig auf den Ausländer, und bei einem Dorffest verliebt sich Armin in die Sängerin und Tänzerin Van. Armin entwirft einen Text, mit dem Legionäre zum Überlaufen gebracht werden sollen.
Sechs weitere Deserteure der Legion treffen im Dorf ein: Eddy, Charly, Bäcker, Kaupel, Malaria-Benny und Gecko. Armin wird von den Vietminh zum Anführer der Gruppe ernannt, Eddy sein Stellvertreter. Die Ex-Legionäre wohnen provisorisch bei Onkel Kim, der eine starke Ähnlichkeit mit Ho Chi Minh besitzt. Sie bauen sich aus Bambus ein neues Haus. Dieser Hausbau wird von den Dorfbewohnern, so auch Son, kritisch gesehen, da es sehr hoch ist, ein Ziel für französische Luftangriffe bietet und damit das Dorf gefährdet.
Beim Hausbau erleidet Armin einen Unfall. Er ist taub, erlangt jedoch durch eine Akupunkturbehandlung das Gehör wieder, Onkel Kim betet für ihn zu seinen Ahnen. Nach seiner Heilung singt Van ein deutsches Volkslied für Armin: Sah ein Knab ein Röslein stehn ….
Eines Tages erhalten die Legionäre die Erlaubnis, Waffen tragen zu dürfen. Inzwischen ist es Februar 1950. Die Befürchtung der Dorfbewohner bewahrheitet sich: Aufgrund des gut sichtbaren Hauses greifen französische Flugzeuge das Dorf an und setzen es teilweise in Brand. Die Deserteure beteiligen sich beim Löschen.
Son meldet, dass französische Fallschirmspringer aufgetaucht sind. Die Deserteure werden erneut gefragt, ob sie nach Deutschland zurückkehren wollen. Armin entscheidet sich dafür, die anderen nicht. Eddy möchte, dass Armin ihm schreibt. An einer Brücke gehen die Deserteure in Stellung. Die Franzosen dringen über die Brücke vor. Bäcker hat eine Vision und sieht in den Soldaten die Deserteure. Er geht auf sie zu und will sie überreden, die Waffen niederzulegen. Er wird von ihnen erschossen. In dem anschließenden Gefecht werden alle Soldaten getötet. Hai verabschiedet sich von Armin, der mit einem Schienenbus davonfährt.
Texteinblende:
Berlin, 25.4.1952.
Im überfüllten Friedrichstadtpalast geben 68 von bisher 133 Heimkehrern aus dem Indochina-Krieg eine Pressekonferenz.

## Werbezeilen desProgress-Filmverleihs
Authentische Lebensberichte standen Pate: vom Schicksal deutscher Legionäre im französischen Indochinakrieg.
Nach Hause einmal um die Erde. Ein Film von Jörg Foth und Tran Vu.
Halbstarke zwischen Verlust und Entdeckung ihres Gesichts. Eine Koproduktion DDR/SRV.
Armin B. – Einer von 20 000 Deutschen in Indochina.
1950 in Vietnam. Von der Begegnung zweier Kulturen. Eine Geschichte aus dem Gestern für das Heute. In der Hauptrolle Hans-Uwe Bauer.

## Kritiken
„… klischeehaft gerät eine Gruppe früherer Legionäre, die noch dazu ausgeschmückt sind mit attraktiv anmutenden Attributen wie einem Saxophon, von Malaria gezeichneten Gesichtszügen oder ein komisch-skurriler Scherzbold. Einerseits beruft sich dieser Film auf authentische Ereignisse, und andererseits kommen uns die Autoren mit einem Sammelsurium von Typen aus der westlichen Aussteiger- und Rockerszene der 60er Jahre …“

„… Auf der Leinwand domieren Idylle und Betulichkeit, und dergleichen hat nun mal einen fatalen Trend zur Langeweile. Wie und warum der junge Deutsche Armin (Hans-Uwe Bauer) in die französische Fremdenlegion geraten, aus derselben desertiert ist und sich am Heiligabend 1949 zu den Partisanen ins befreite Gebiet schleusen läßt, wird von den Schöpfern nur verbal angedeutet. Offenbar war ihnen mehr an einem populärwissenschaftlichen Kulturfilm gelegen …“

„… Das Resultat der ersten Koproduktion der DEFA mit Vietnam provoziert Fragen und Nachdenken... Die Ereignisse auf der Leinwand machen mich einfach trübsinnig – trotz der gelegentlichen (unfreiwilligen) Heiterkeit. Es gibt Filme, zu denen mir so gut wie gar nichts mehr einfällt. Außer Kopfschütteln. ‚Dschungelzeit‘ ist einer.“

„Weitgehend oberflächlich abgehandelte Geschichte ohne emotionale Wirkung.“

## Trivia
Im Beiprogramm zu Dschungelzeit sollte ein viertelstündiger Dokumentarfilm von Jörg Foth über den westdeutschen Sänger Konstantin Wecker aufgeführt werden mit dem Titel „Lang mi ned o – Faß mich nicht an“. Ob dies realisiert wurde, ist bislang nicht bekannt.